# TempleOS
TempleOS (dříve J Operating System, LoseThos a SparrowOS) je odlehčený operační systém (OS) s biblickou tematikou, který má být třetím chrámem, o němž se píše v Bibli. Jeho tvůrcem je americký programátor Terry A. Davis, který jej vyvíjel sám v průběhu deseti let po sérii manických epizod, které později popsal jako Boží zjevení.
Systém samotný se dá charakterizovat jako moderní (x86-64) Commodore 64, který používal rozhraní podobné směsici DOSu a Turbo C. Davis prohlásil, že vlastnosti systému, jako je rozlišení 640x480, 16barevný displej a jediný zvukový hlas, byly navrženy podle výslovných pokynů Boha. Namísto BASICu byl naprogramován pomocí nově vytvořené varianty jazyka C pojmenované HolyC ("Svaté C") a obsahoval originální letecký simulátor, kompilátor a jádro.
Systém TempleOS byl vydán v roce 2005 jako J Operating System, v roce 2013 jako TempleOS a poslední aktualizace vyšla roku 2017. V technologickém světě byl přijat s převážně příznivými recenzemi a Davis si na něm vybudoval malou online komunitu.

## Pozadí

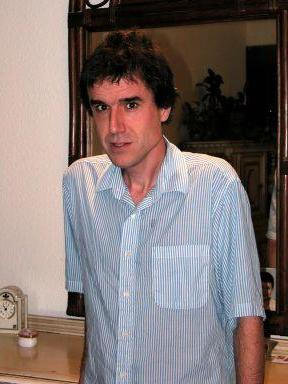
Terry A. Davis

Terry A. Davis (1969-2018) začal v roce 1996 prožívat pravidelné manické epizody, které vedly k četným pobytům v psychiatrických léčebnách. Původně mu byla diagnostikována bipolární porucha, později byl prohlášen za schizofrenika a do konce života zůstal nezaměstnaný. Trpěl bludy o mimozemšťanech a vládních agentech, kvůli nimž byl krátce hospitalizován. Poté, co zažil "zjevení", které sám popisoval, prohlásil, že komunikuje přímo s Bohem a že mu Bůh řekl, že operační systém je určen pro Třetí Boží chrám.
Davis začal vyvíjet TempleOS přibližně v roce 2003. Jeden z jeho prvních názvů byl "J Operating System", pak jej přejmenoval na "LoseThos", což je odkaz na scénu z filmu Četa z roku 1986. V roce 2008 Davis napsal, že LoseThos byl "primárně určen k tvorbě videoher. Nemá žádnou síťovou ani internetovou podporu. Pokud jde o mě, bylo by to vynalézání kola". Další název, který používal, byl "SparrowOS", než se ustálil na "TempleOS". V polovině roku 2013 se na jeho webových stránkách objevilo oznámení: "Boží chrám je dokončen. Nyní Bůh stihne zabít CIA, ještě než se rozšíří [sic]". Davis zemřel poté, co ho 11. srpna 2018 srazil vlak.

## Přehled systému
TempleOS je 64bitový, vícejádrový, veřejně dostupný, open source operační systém s nepreemptivním multitaskingem, který obsahuje pouze režim ring-0. Disponuje jen jedním adresním prostorem a neobsahuje žádné síťové rozhraní; je zaměřen převážně na rekreační programování. Operační systém pracuje v 8bitovém ASCII s grafikou ve zdrojovém kódu a má knihovnu 2D a 3D grafiky, která běží ve VGA rozlišení 640x480 s 16 barvami. Stejně jako většina moderních operačních systémů má podporu klávesnice a myši. Podporuje souborové systémy ISO 9660, FAT32 a RedSea (posledně jmenovaný vytvořil sám Davis) s podporou komprese souborů. Podle Davise mu mnohé z těchto specifikací - například rozlišení 640x480, displej s 16 barvami a jediný zvukový hlas - nařídil sám Bůh. Vysvětlil, že omezené rozlišení mělo dětem usnadnit kreslení ilustrací pro Boha.
Operační systém obsahuje originální letecký simulátor, kompilátor a jádro. Jeden z balíčků „After Egypt“ je hra, ve které hráč cestuje do hořícího keře a používá „vysokorychlostní stopky“. Stopky mají fungovat jako věštec, který generuje pseudonáhodný text, něco, co Davis přirovnal k tabulce Ouija, nebo glosolálii. Následuje příklad generovaného textu:
- Originál:

"among consigned penally result perverseness checked stated held sensation reasonings skies adversity Dakota lip Suffer approached enact displacing feast Canst pearl doing alms comprehendeth nought"
- Česky:

"mezi poslal penally výsledek zvrácenost zkontroloval uvedl držel senzace úvahy nebesa protivenství Dakota ret trpět přiblížil uzákonit vytěsnění svátek můžeš perla dělá almužnu chápe nic"
TempleOS byl napsán v programovacím jazyce, který Davis vyvinul jako mezistupeň mezi jazyky C a C++, který původně nazval "C+" (C Plus), později byl však přejmenován na "HolyC". Sloužil jako jazyk shellu a umožňoval psaní a spouštění celých aplikací z jeho prostředí. IDE dodávané s TempleOS podporuje několik funkcí, jako například vkládání obrázků do kódu. Používá nestandardní textový formát (známý jako DolDoc), který má podporu pro vkládání hypertextových odkazů, obrázků a 3D sítí do jinak standardních souborů ASCII; soubor může mít jako komentář ve zdrojovém kódu vložen například rotující 3D model tanku. Většina kódu v operačním systému je JIT kompilována a obecně se v TempleOS doporučuje používat kompilaci JIT namísto tvorby binárních souborů. Davis pro TempleOS celkem napsal více než 100 000 řádků kódu.

## Kritické přijetí
TempleOS získal většinou příznivé recenze. Technický novinář David Cassel se domníval, že je to částečně proto, že "programátorské weby se snažily najít potřebnou trpělivost a pochopení, aby se Davisovi přizpůsobily". TechRepublic a OSNews publikovaly pozitivní články o Davisově práci, přestože Davis byl z druhého jmenovaného serveru vykázán za nepřátelské komentáře namířené proti jeho čtenářům a zaměstnancům. James Sanders ve své recenzi pro TechRepublic dospěl k závěru, že "TempleOS je důkazem odhodlání a vášně jednoho člověka, který předvádí své technologické umění. Nic víc nepotřebuje." Redaktor OSNews Kroc Camen napsal, že tento operační systém "ukazuje, že výpočetní technika může být stále koníčkem; proč to dnes všichni berou tak vážně? Pokud chci naprogramovat operační systém, který jako vstupní metodu používá interpretační tanec, mělo by mi to být umožněno, ať jdou společnosti jako Apple někam." V roce 2017 byl operační systém vystaven v rámci výstavy outsider-art ve francouzském Bourogne.

## Dědictví
Po Davisově smrti redaktor serveru OSNews Thom Holwerda napsal: "Davis byl zjevně nadaný programátor - napsat celý operační systém není žádný malý výkon - a bylo smutné vidět, že ho postihla duševní choroba." Jeden z fanoušků označil Davise za "programátorskou legendu", zatímco jiný, počítačový inženýr, přirovnal vývoj TempleOS k mrakodrapu postavenému jedním člověkem. Tento inženýr s Davisem dříve dlouze hovořil a domníval se, že nebýt jeho nemoci, mohl být Davis "Stevem Jobsem" nebo "Stevem Wozniakem". Dodal, že "mi vlastně hlava nebere, že to všechno napsal jeden člověk" a že pro laika je "těžké pochopit, jak fenomenální úspěch" je napsat celý operační systém sám."
TempleOS je veřejně dostupný. Davisova rodina si přála, aby fanoušci přispěli Národní alianci pro duševní choroby a dalším organizacím, které "se snaží zmírnit bolest a utrpení způsobené duševní nemocí".